# Bruinendaal
Bruinendaal, ook wel Bruinendal of Bruynendaal, is een voormalige koffieplantage aan de Matapicakreek in het stroomgebied van de Commewijne in de kolonie Suriname. In het Sranantongo werd de plantage ook wel Pardo genoemd, naar de familie die het in eigendom had. 

## Locatie

J.J.E. Bruinendael met een fiets aan de hand. Fotografie W. Amo, Paramaribo, 1915 (collectie KITLV)

De plantage was gelegen aan de Matappicakreek links in het opvaren; grenzend stroomopwaarts
aan koffieplantage Reynsdorp, stroomafwaarts aan koffieplantage Nieuw-Meerzorg.
In1827 was de plantage 300 Surinaamse akkers groot, ongeveer 130 hectare. 

## Eigendomssituaties
Op 12 februari 1759 liet Jozias Pardo in een uiterste wilsbeschikking optekenen dat zijn plantage Bruinendaal nooit verkocht, verhuurd of verdeeld mocht worden. De netto revenuen dienden ten goede te komen aan de erfgenamen; zijn ‘seer geliefde neeven’ David Haïm Pardo en Josias Pardo junior, zonen van zijn broer Abraham Pardo en diens vrouw Hana Pacheco, alsmede hun wettige erfgenamen in de mannelijke lijn. 
De eigendomssituaties, naar jaar:
- 1793: David Haïm Pardo
- 1819: Boedel Josias Pardo
- 1827: J.S. Pardo
- 1831: J.S. Pardo en D. Pardo Cardoso
- 1832: J. Pardo
- 1833: De gebroeders Pardo
- 1863: De erven van Josias Pardo

Volgens de Almanak voor Suriname bevonden zich in 1856 in totaal 120 slaafgemaakten op Bruinendaal, waarvan 71 'ongeschikt tot werken' en 8 'privéslaven'.

## Emancipatie
Bij de afschaffing van de slavernij in Suriname in 1863 werden op Bruinendaal 121 slaven vrijgemaakt, waarbij 26 nieuwe familienamen werden geboekstaafd, te weten:
Barrevelt, Bruinendael, Duma, Van Geene, Giesel, Gondel, Grisar, Hof, Kamperduin, Klomp, Koopman, Kruidenaar, Mauritsburg, Morin, Munster, Nova, Van Omer, Schouwenberg, Steur, Storm, Stuurman, Trouwman, Vlammenberg, De Zoete en Zwanenberg